# NGC 376
NGC 376 là một cụm mở nằm trong chòm sao Đỗ Quyên. Nó được phát hiện vào ngày 2 tháng 9 năm 1826 bởi James Dunlop. Nó được Dreyer mô tả là "cụm sao cầu, sáng, nhỏ, tròn".